# Милан Капетановић
Милан Капетановић (Београд, 10. септембар 1854 — Београд, 26. јун 1932) био је српски архитекта.

## Биографија
Милан Капетановић рођен је у Београду 10. септембра 1854. године. У породици се сачувало сећање да се Капетановић дружио са дорћолским Јеврејима и да је познавао њихов језик.
Као одличан ученик и државни стипендиста, Милан је завршио београдску Реалку 1879, а 1883. године Технички факултет Велике школе. У јулу 1883. године постављен је за подинжењера друге класе Архитектонског одељења Министарства грађевина и на том послу се задржао до децембра исте године. У Министарству грађевина Капетановић је са архитектом Светозаром Ивачковићем радио планове за изградњу сеоских цркава у српско-византијском стилу. Када је у јануару 1884. године добио награду за светосавски темат, Капетановић је већ био државни питомац у Минхену, где је студирао архитектуру на Техничкој вишој школи.
Милан Капетановић био је министар народне привреде у Влади Краљевине Србије од 1911. до 1912. затиим министар грађевина од 1918. до 1919. Био је и шеф Сервиса за репарације у Берлину и Висбадену до 1927. и декан Велике школе у Београду од 1901. до 1902.
Остао је упамћен и по томе што је Арчибалд Рајс преминуо од мождане капи као последица жучне свађе са Капетановићем који му је био први комшија. Капетановић га је по неким сведочењима опсовао и ударио.

## Породица
Породица Капетановић је становала на Дорћолу. Отац Милана Капетановића Димитрије (1820–1866) бавио се трговином. Мајка Пијада (1826–1913) била је учитељица у јеврејској женској основној школи на Јалији, од оснивања школе 1864. до одласка у пензију 1881. године. Димитрије и Пијада Капетановић имали су четворо деце: Катарину (1845–1921), Ђорђа (1846–1867), Николу (1854–1932) и Милана.

## Дела
Капетановић је први почео да уређује Калемегданску тврђаву која је одржана до Другог светског рата. Сазидао је трећу сефардску синагогу у Београду 1908. која се налазила на месту данашње Галерије фресака и сазидана је у маварском стилу. Краљ Петар I положио је камен-темељац. Синагога је страдала у Другом светском рату.
Мећу делима Капетановића која се и данас налазе у Београду су:
- Дорћолска основна школа која је подигнута 1893. и која је, у то време, једна од најмодернијих у Србији (зграда се данас налази на списку споменика културе града Београда)
- Дом Јеврема Грујића (подигнут 1896.) је карактеристична за ту врсту архитектуре и налази се на списку споменика културе Републике Србије а и града Београда због архитектонске вредности
- По његовом пројекту је 1901. подигнута и Кућа Бете и Ристе Вукановића (у Капетан Мишиној улици број 13) да би служила као резиденција и галерија за ове сликаре (ова кућа је такође заштићена).